# Gordon Daniel Conant

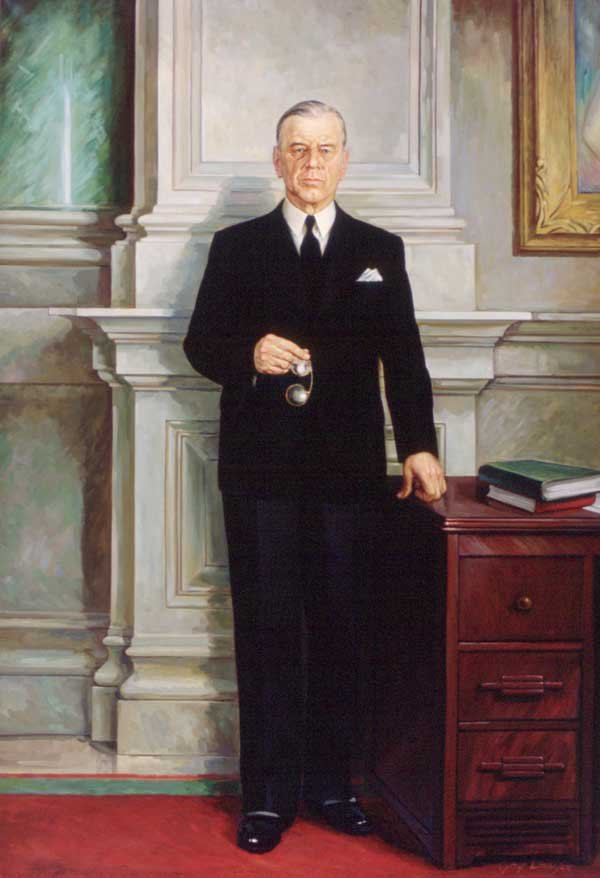
Gordon Daniel Conant

Gordon Daniel Conant KC (* 11. Januar 1885 in Cedar Dale, East Whitby Township, Ontario; † 2. Januar 1953 in Oshawa, Ontario) war ein kanadischer Politiker der Liberalen Partei Kanadas, der zwischen 1942 und 1943 Vorsitzender der Ontario Liberal Party sowie zugleich von 1942 bis 1943 Premierminister von Ontario war.

## Leben
Conant absolvierte nach dem Schulbesuch ein Studium der Rechtswissenschaften an der University of Toronto und nahm nach dessen Abschluss sowie der anwaltlichen Zulassung 1912 eine Tätigkeit als Rechtsanwalt in Oshawa auf. In der Folgezeit begann er seine politische Laufbahn in der Kommunalpolitik und fungierte 1914 erst als Stellvertretender Reeve sowie 1915 als Reeve von Oshawa, ehe er von 1916 bis 1917 der bislang jüngste Bürgermeister von Oshawa war. Daneben engagierte er sich als Präsident des Krankenhauses und der Handelskammer der Stadt. Für seine anwaltlichen Verdienste wurde er 1933 zum Kronanwalt (King’s Counsel) ernannt und übernahm 1934 das Amt des Staatsanwalts (Crown Attorney) für Ontario County.
Am 6. Oktober 1937 wurde Conant als Kandidat der Ontario Liberal Party zum Mitglied der Legislativversammlung von Ontario gewählt und vertrat in dieser bis zum 30. Juni 1943 den Wahlkreis Ontario.
Am 12. Oktober 1937 wurde er von Premierminister Mitchell Hepburn in die Regierung der Provinz Ontario berufen und fungierte dort bis zum Ende von Hepburns Amtszeit am 12. Oktober 1942 als Generalstaatsanwalt und damit als Justizminister. Während dieser Zeit war er zwischen dem 21. Februar 1941 und dem 21. Februar 1941 auch Vorsitzender des Sonderausschusses für die Untersuchung der Justizverwaltung.
Nach dem Rücktritt von Premierminister Hepburn wurde Conant am 21. Oktober 1942 von Vizegouverneur Albert Edward Matthews zum 12. Premierminister von Ontario ernannt. Dieses Amt bekleidete er bis zu seiner Ablösung durch seinen Parteifreund Harry Nixon am 18. Mai 1943.
Zugleich war er als Nachfolger Hepburns von 1942 bis zu seiner Ablösung durch Nixon auch Vorsitzender der Ontario Liberal Party und fungierte in seinem Kabinett vom 21. Oktober 1942 bis zum 18. Mai 1943 auch weiterhin als Generalstaatsanwalt.
Nach seinem Ausscheiden aus Regierung und Legislativversammlung war Conant, der 1944 zum Ehrendoktor der University of Toronto ernannt wurde, zwischen 1943 und 1951 Master am Obersten Gerichtshof von Ontario.